# تونكو عزيزة أمينة ميمونة إسكندرية
تونكو عزيزة أمينة ميمونة إسكندرية بنت المرحوم السلطان اسكندر الحاج ( أبجدية جاوية : تونكو عزيزة أمينة ميمونة إسكندرية بنت فرجوم سلطان إسكندر الحاج؛ من مواليد 5 أغسطس 1960) هي تنغكو أمبوان (ملكة القرينة) من ولاية باهانج باعتبارها الزوجة الأولى عبد الله أحمد شاه . في السابق، كانت الملكة رجا بيرمايسوري أغونغ السادسة عشرة (ملكة ماليزيا) في عهد زوجها بصفته يانغ دي-برتوان أغونغ السادس عشر من عام 2019 إلى عام 2024. وهي أيضًا الأخت الصغرى للسلطان إبراهيم السابع عشر والحالي يانغ دي بيرتوان أغونغ.